# Love Story (série télévisée)
Pour les articles homonymes, voir Love Story.
Love Story est une série télévisée américaine d'anthologie en douze épisodes de 45 minutes diffusée du 3 octobre 1973 au 2 janvier 1974 sur le réseau NBC.
Cette série est inédite dans tous les pays francophones.

## Distribution
Cette série d'anthologie avait une distribution renouvelée pour chaque épisode.